# Adeonella intricaria
Adeonella intricaria är en mossdjursart som beskrevs av Busk 1884. Adeonella intricaria ingår i släktet Adeonella och familjen Adeonellidae. Inga underarter finns listade i Catalogue of Life.